# Ypresiano
| Periodo                                                                                     | Epoca               | Piano          | Età (Ma)    |
| ------------------------------------------------------------------------------------------- | ------------------- | -------------- | ----------- |
| Neogene                                                                                     | Miocene             | Aquitaniano    | Più recente |
| Paleogene                                                                                   | Oligocene           | Chattiano      | 27,30       |
| Paleogene                                                                                   | Oligocene           | Rupeliano      | 33,9        |
| Paleogene                                                                                   | Eocene              | Priaboniano    | 37,71       |
| Paleogene                                                                                   | Eocene              | Bartoniano     | 41,03       |
| Paleogene                                                                                   | Eocene              | Luteziano      | 48,07       |
| Paleogene                                                                                   | Eocene              | Ypresiano      | 56,00       |
| Paleogene                                                                                   | Paleocene           | Thanetiano     | 59,24       |
| Paleogene                                                                                   | Paleocene           | Selandiano     | 61,66       |
| Paleogene                                                                                   | Paleocene           | Daniano        | 66,00       |
| Cretacico                                                                                   | Cretacico superiore | Maastrichtiano | Più antico  |
| Suddivisione del Paleogene secondo la Commissione internazionale di stratigrafia dell'IUGS. |                     |                |             |

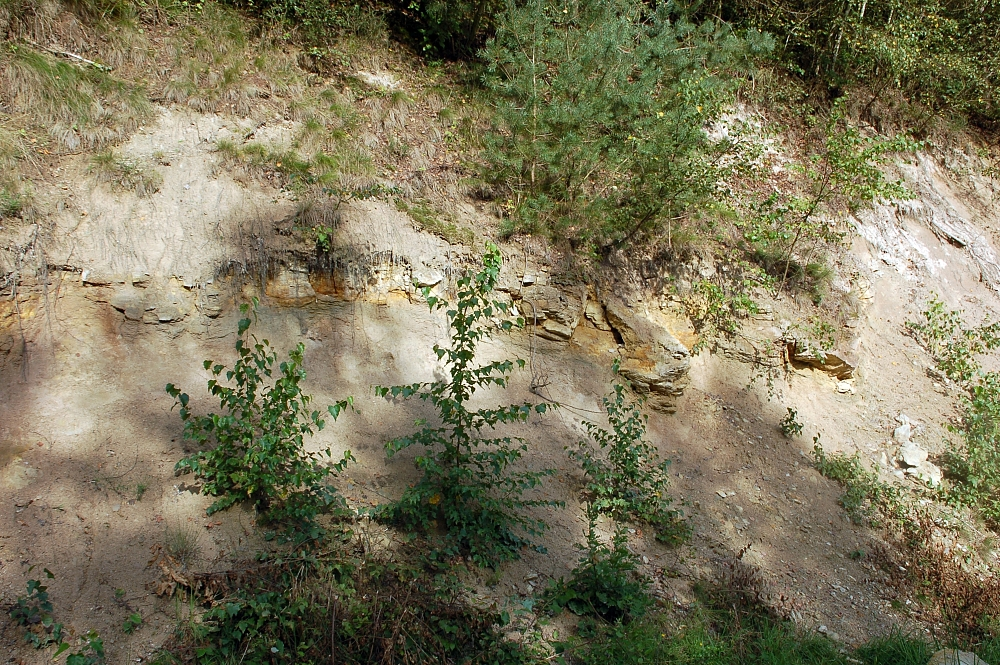
Stratificazioni dell'Ypresiano nella formazione del Pozzo di Messel, vicino a Darmstadt in Germania.

L'Ypresiano (in passato detto Cuisiano) è il primo dei quattro piani in cui è suddiviso l'Eocene nella scala dei tempi geologici. 
Copre il periodo compreso fra i 56 milioni di anni fa (Ma) e 48,07 milioni di anni fa, preceduto dal Thanetiano, l'ultimo piano del precedente Paleocene, e seguito dal Luteziano.

## Etimologia
Il nome di questo periodo proviene dalla città di Ypres, (Ieper in fiammingo), situata nella regione delle Fiandre, in Belgio.

Il piano Ypresiano fu introdotto nella letteratura scientifica dal geologo belga André Hubert Dumont nel 1850 con una caratterizzazione diversa da quella utilizzata al giorno d'oggi.
Depositi appartenenti a quest'epoca sono, ad esempio, i giacimenti fossiliferi del Pozzo di Messel, vicino a Darmstadt in Germania.
Prima della sua definizione formale ed estesa a tutto il globo, nell'area mediterraneo il piano di riferimento stratigrafico per questo periodo era dato dallo Spilecciano, definito dalla sequenza del monte Spilecco, presso Bolca, nel Veronese

## Definizioni stratigrafiche e GSSP
La base dell'Eocene e del suo primo piano, l'Ypresiano, è posizionata alla base dell'unità litostratigrafica in cui si registra l'inizio della cosiddetta "Escursione dell'isotopo del Carbonio" (CIE = Carbon Isotope Excursion), la forte anomalia negativa nei valori del δ13C.
Come marcatori secondari si può utilizzare la prima comparsa negli orizzonti stratigrafici dei foraminiferi delle specie Acarinina sibaiyaensis e Acarinina africana, e del nanoplancton Discoaster anartios.  È inoltre in correlazione con l'inizio del Massimo termico del Paleocene-Eocene.
Il limite superiore, nonché base del successivo piano Luteziano, è definito dalla prima comparsa dei foraminiferi del genere Hantkenina nei sedimenti fossili.

### GSSP
Il GSSP, il profilo stratigrafico di riferimento della Commissione Internazionale di Stratigrafia, che originariamente era stato attribuito a una sezione tipo nelle vicinanze di Ypres, è stato rivisto e localizzato nella sub-sezione DBH della sezione Dababiya, vicino a Luxor, in Egitto, dove si registra l'inizio della cosiddetta "Escursione dell'isotopo del Carbonio" (CIE = Carbon Isotope Excursion).
Le coordinate sono: latitudine 25°30'N e longitudine 32°31'52"E.

## Caratteristiche
I primati fecero la loro comparsa durante questo periodo (55 milioni di anni fa circa), anche se recenti nuove scoperte paleontologiche sembrano anticipare la data della comparsa di questi animali fino a 90 Ma, quindi nel tardo Cretaceo.
Intorno ai 55 milioni di anni fa si trova il Cantius frugivorus, proto-proscimmia classificata nel sottordine Strepsirrhini, infraordine Adapiformes, famiglia Nothactidae, forma iniziale di primati, più evoluta delle Plesiadapiformes, forse un antenato comune fra scimmie e proscimmie. 

In Nordamerica si ha la presunta presenza dello Smilodectes gracilis, protoproscimmia classificata nel sottordine Strepsirrhini, infraordine Adapiformes, famiglia Nothactidae: probabilmente uno dei primi primati diurni finora conosciuti.
Intorno ai 50 milioni di anni fa è accertata, sempre in Nordamerica (Wyoming) la comparsa delle scimmie del genere Shoshonius, classificate nel sottordine Haplorrhini, infraordine Omomyidae, famiglia Omomyidae, che condividono molte caratteristiche con gli attuali tarsi, ma anche con le più evolute scimmie, tanto che qualcuno li ritiene antenato comune fra queste e i tarsi stessi.